# Krzyżowice (Olszanka)
Krzyżowice (deutsch: Kreisewitz) ist ein Dorf der Landgemeinde Olszanka (Alzenau) im Powiat Brzeski der Woiwodschaft Opole in Polen.

## Geographie
Krzyżowice liegt rund drei Kilometer östlich von Olszanka, 13 Kilometer südöstlich von Brzeg (Brieg) und 35 Kilometer nordwestlich von Opole [Oppeln] in der Schlesischen Tiefebene. In Krzyżowice beginnt die Droga wojewódzka 401, die nach Stobrawa verläuft. Westlich des Dorfes fließt der Pępicki Potok (Pampitzer Bach), der auch als Pępicki Kanał (Pampitzer Kanal) bezeichnet wird.
Nachbarorte von Krzyżowice sind im Norden Żłobizna (Schüsselndorf), im Osten Gierszowice (Giersdorf), im Südosten Olszanka (Alzenau), im Südwesten Obórki (Schönfeld) und im Nordwesten Pępice (Pampitz).

## Geschichte

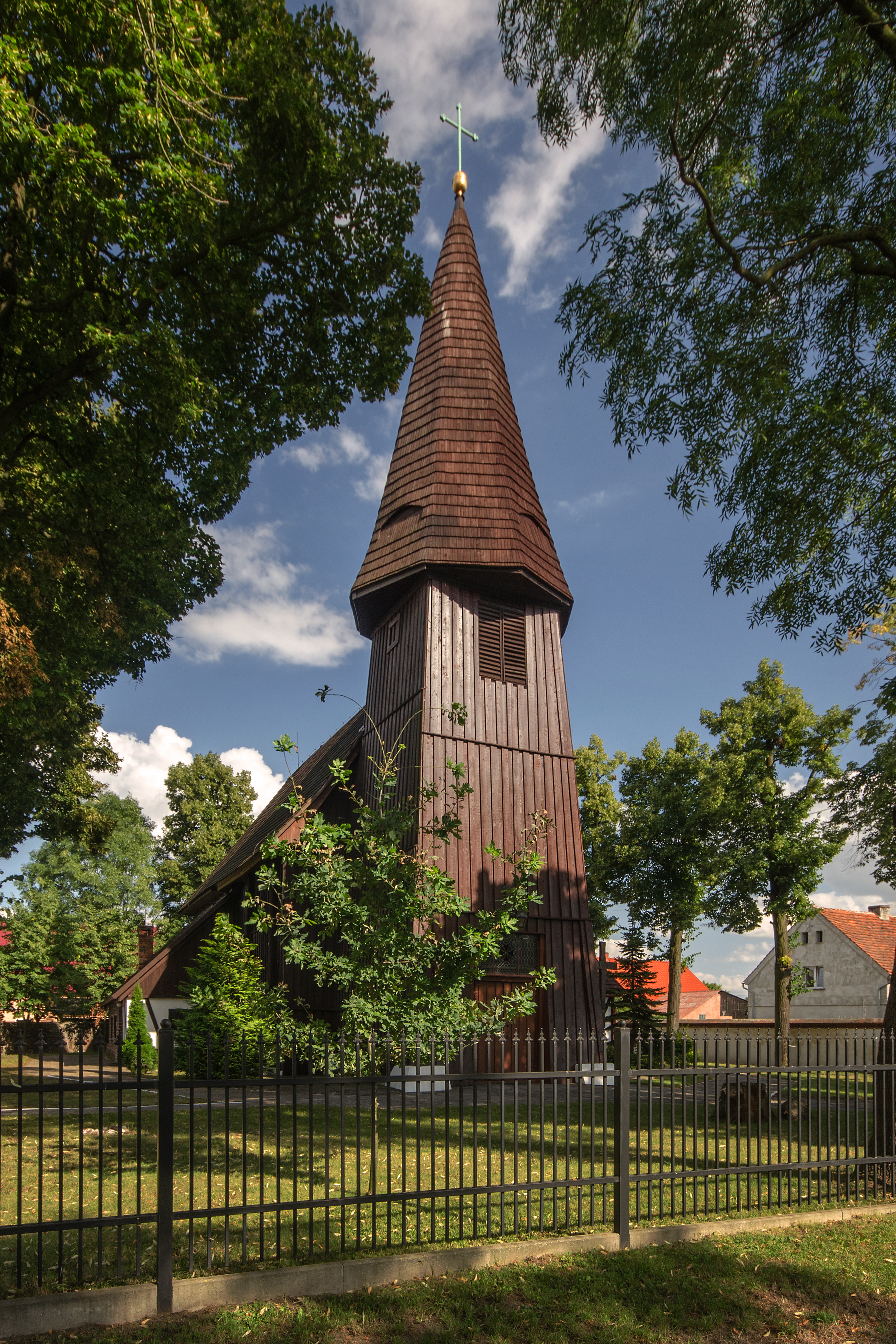
Schrotholzkirche St. Maria Himmelfahrt

„Crisowiz“ wurde erstmals im Jahre 1288 erwähnt. Der Ortsname leitet sich von der Bestimmung des Ortes ab, das Grenzdorf.
Nach dem Ersten Schlesischen Krieg 1742 fiel Kreisewitz mit dem größten Teil Schlesiens an Preußen.
Nach der Neugliederung der Provinz Schlesien gehörte die Landgemeinde Kreisewitz ab 1818 zum Landkreis Brieg, mit dem sie bis 1945 verbunden blieb. Für das Jahr 1845 sind belegt: ein Schloss, ein Vorwerk, eine evangelische Kirche, eine Brauerei, eine Brennerei und weitere 60 Häuser. Von den damals 421 Einwohnern waren 18 katholisch. 1874 wurde der Amtsbezirk Alzenau gebildet, dem Kreisewitz eingegliedert wurde. 1885 lebten 325 Menschen in Kreisewitz. 1933 waren es 420 Einwohner und 1939 403 Einwohner.
Als Folge des Zweiten Weltkriegs fiel Kreiselwitz 1945 unter polnische Verwaltung. Nachfolgend wurde es in Krzyżowice umbenannt. Die einheimische deutsche Bevölkerung wurde, soweit sie nicht vorher geflohen war, weitgehend vertrieben. Die neu angesiedelten Bewohner waren teilweise Zwangsumgesiedelte aus Ostpolen, das an die Sowjetunion gefallen war.
Von 1945 bis 1950 gehörte Krzyżowice zur Woiwodschaft Schlesien und anschließend zur Woiwodschaft Opole. Seit 1999 gehört es zum Powiat Brzeski.

## Sehenswürdigkeiten
- Die Kirche Mariä Himmelfahrt ist eine Schrotholzkirche aus dem 15. Jahrhundert. Der Holzturm stammt aus dem Jahr 1580. Seit der Reformation bis zum Übergang an Polen 1945 diente die Kirche der protestantischen Gemeinde. Im Inneren befinden sich Wandmalereien aus dem 15. Jahrhundert, die 1963 freigelegt wurden[7] Die Kirche steht seit 1964 unter Denkmalschutz[8]
- Das Schloss Kreisewitz wurde im 19. Jahrhundert im klassizistischen Stil erbaut. Das Gebäude dient heute als Wohnhaus[9].

## Vereine
- Sportverein LKS Krzyżowice

## Persönlichkeiten
- Ernst Carl Ludwig von Prittwitz und Gaffron (1743–1831), preußischer Leutnant, Rittmeister und Landrat
- Moritz von Prittwitz (1795–1885), preußischer General der Infanterie
- Bernhard Karl Heinrich von Prittwitz (1796–1881), preußischer Generalmajor
- Robert von Prittwitz und Gaffron (1806–1889), preußischer Regierungspräsident in Schlesien und Ehrenritter des Johanniterordens